# 犬塚正智
犬塚 正智（いぬつか まさとも、1957年〈昭和32年〉 - ）は、日本の経営学者。専門は、経営管理論・経営戦略論。学位は、商学修士（早稲田大学）。

## 経歴
- 1957年（昭和32年） - 佐賀県伊万里市（父）犬塚正明、長男として誕生
- 1983年（昭和58年） - 東京国際大学商学部卒
- 1988年（昭和63年） - 早稲田大学大学院商学研究科博士後期課程単位修得満期退学
- 1988年（昭和63年） - 早稲田大学商学部助手
- 1988年（昭和63年） - 北海学園大学部助教授
- 1998年（平成10年） - 北海学園大学経済学部教授・同大学院経済学研究科教授
- 2000年（平成12年） - 北海学園大学大学院経営学研究科教授
- 2001年（平成13年） - 創価大学経営学部教授・同大学院経済学研究科前期課程担当教授
- 2019年（平成31年） - 創価大学を退職

## 著書
- 『経営学総論』（共著、同文書院、1993年3月）
- 『戦略組織論の構想』（大月博司・犬塚正智・中条秀治・玉井健一 著、同文舘出版、1999年12月）
- 『ネットワーク時代の企業戦略』（学文社、2000年6月）
- 『企業戦略と情報技術 情報技術の戦略的利用に関する研究』（杉山書店、2000年10月）
- 『経営戦略論の基礎』（佐久間信夫・犬塚正智 編著、学文社、2006年5月）
- 『半導体ビジネスのジレンマ ガラパゴス化を超えるヒント』（犬塚正智・葉明杰 著、同文舘出版、2010年4月）
- 『半導体企業の組織構造、知財戦略および競争力』（犬塚正智 著、同文舘出版、2017年11月）